# Depressão pós-esquizofrénica
A depressão pós-esquizofrénica é um episódio depressivo que surge na sequência de uma doença esquizofrénica em que alguns sintomas esquizofrénicos de baixo nível ainda podem estar presentes. Alguém que sofre de depressão pós-esquizofrénica vivencia ambos os sintomas da depressão e, por vezes, sintomas leves de esquizofrenia. A depressão é um sintoma comum encontrado em pacientes com esquizofrenia que pode não ser notado pelos outros à volta do paciente durante vários anos. No entanto, muito pouca pesquisa foi feita sobre o assunto, o que significa que há poucas respostas sobre como esta deve ser sistematicamente diagnosticada ou tratada, e qual o curso que a doença poderá tomar. Alguns cientistas negariam totalmente a existência de depressão pós-esquizofrénica, insistindo que é uma fase da esquizofrenia como um todo. Mais tarde, a depressão pós-esquizofrénica tornou-se oficialmente reconhecida como uma síndrome e é considerada um subtipo de esquizofrenia.

## Sintomas
Como a natureza da esquizofrenia aguda é semelhante à da depressão, é difícil diferenciar os níveis normais de depressão em pacientes com esquizofrenia dos níveis depressivos na depressão pós-esquizofrénica. "O humor subjetivamente baixo proeminente, sugerindo depressão, e embotamento proeminente do afeto, sugerindo sintomas negativos, são as duas características mais úteis na diferenciação [esquizofrenia e depressão]." Vários pesquisadores acreditam que a depressão é na verdade um sintoma da esquizofrenia que foi ocultado pela psicose. No entanto, os sintomas geralmente surgem após os primeiros episódios psicóticos, se surgirem. Oficialmente, o diagnóstico de depressão pós-esquizofrénia num paciente requer que o paciente esteja a experienciar um episódio depressivo de curto ou longo prazo após a superação da esquizofrenia. O paciente ainda deve demonstrar alguns sintomas esquizofrénicos, mas esses sintomas não devem mais ser o foco da doença. Normalmente, os sintomas depressivos não são graves o suficiente para serem classificados como um episódio depressivo grave. Formalmente, o diagnóstico implica que o paciente tenha tido esquizofrenia no último ano, uma série de sintomas esquizofrénicos e depressão presente por duas semanas ou mais. Os sinais de esquizofrenia leves podem ser retraimento social, agitação ou hostilidade, e sono irregular, como no caso de insónia e hipersonia.

## Causas
Não há uma causa clara para que certos pacientes com esquizofrenia desenvolvam depressão pós-esquizofrénica enquanto que outros não. No entanto, existem algumas teorias sobre as possíveis causas. Aqueles que sofrem de depressão pós-esquizofrénica frequentemente sofrem de isolamento social devido à sua doença, o que pode aumentar os níveis de depressão. Há fortes evidências de isolamento relacionado ao estigma contra pessoas que sofrem de doenças mentais numa variedade de sociedades, especialmente aquelas com esquizofrenia, visto que muitas vezes são vistas como perigosas e imprevisíveis. Por causa desse isolamento e dos estudos que relacionam o isolamento social e a depressão, é possível que os pacientes estigmatizados eventualmente desenvolvam depressão pós-esquizofrénica. A depressão em pacientes com esquizofrenia também pode ser causada pelo abuso de substâncias, o que é bastante comum entre aqueles que sofrem de esquizofrenia, pois os depressores como o álcool e a cannabis podem relaxar o paciente. Além disso, com as poucas informações atualmente conhecidas sobre a depressão pós-esquizofrénica, a origem da doença pode ser causada pela não administração de medicamentos antipsicóticos para o tratamento da esquizofrenia. Depois de serem retirados da medicação antipsicótica, a medicação antidepressiva dos pacientes esquizofrénicos teve que ser aumentada, enquanto que aqueles sob medicação antipsicótica relataram ter sofrido menos sintomas depressivos, dando motivos para acreditar que a falta de medicação antipsicótica nos estágios iniciais da esquizofrenia pode levar a depressão pós-esquizofrénica. No entanto, alguns profissionais da psicologia ainda pressionam pela redução das drogas neurolépticas, pois há uma crença popular de que a depressão pós-esquizofrénica seja causada por este tipo de medicação. Acredita-se que os terapeutas também causem depressão em pessoas com esquizofrenia, por terem administrado psicoterapia demais depois dee o paciente já ter superado os seus sintomas esquizofrénicos. A esquizofrenia em si não deve ser negligenciada como um fator-chave na causa da depressão pós-esquizofrénica. Um estudo feito por um período de dois anos acompanhando pacientes com esquizofrenia e monitorando a sua depressão não foi capaz de localizar possíveis gatilhos, como os listados anteriormente, então é possível que a própria natureza da esquizofrenia seja a principal causa da depressão pós-esquizofrénica.

## Suicídio
Aqueles que sofrem de depressão pós-esquizofrénica também estão commumente em risco de adotarem comportamentos suicidas. Há uma correlação entre suicídio e depressão pós-esquizofrénica, de acordo com a pesquisa de Mulholland e Cooper em "The Symptoms of Depression in Schizophrenia and its Management". Além disso, a depressão e a esquizofrenia foram estudadas individualmente para tentar determinar se há uma correlação, e pesquisas indicaram que existe uma tendência muito forte para pessoas com depressão ou esquizofrenia tentarem suicídio. Estatisticamente, de todos os pacientes que sofrem de esquizofrenia, "10% ... suicidam-se. Pacientes deprimidos com esquizofrenia apresentam risco particularmente alto de suicídio nos primeiros meses após o diagnóstico e após a alta hospitalar." Os fatores de risco que aumentam a chance de suicídio são, do maior para o menor, episódios depressivas anteriores, tentativas anteriores de suicídio, abuso de drogas, entre outros. Surpreendentemente, o risco de suicídio na verdade diminuiu com a presença de alucinações. A Classificação de Transtornos Mentais e Comportamentais CID-10 reconhece oficialmente o suicídio como um aspecto proeminente da depressão pós-esquizofrénica. Por causa desse aumento drástico no suicídio, pode ser difícil estudar a depressão pós-esquizofrénica, já que muitas das suas vítimas tragicamente se suicidam.

## Tratamento
Por vários anos, os estudiosos debateram entre si se os medicamentos antipsicóticos tinham ou não uma tendência a aumentar os níveis de depressão ou simplesmente a ajudar o paciente a controlar a sua doença mental. No entanto, evidências conclusivas apontam para drogas antipsicóticas que realmente ajudam os pacientes com depressão, ao mesmo tempo que auxiliam na supressão dos episódios esquizofrénicos. Especificamente, a risperidona, a olanzapina, a quetiapina, a flufenazina, o haloperidol e a L-sulpirida tiveram o melhor desempenho em testes de medicamentos relacionados a pessoas com esquizofrenia. Junto com medicamentos antipsicóticos, os pacientes pós-esquizofrénicos podem receber antidepressivos para tratar ativamente a depressão. No entanto, os medicamentos certamente não são a única resposta. Na base da depressão e da esquizofrenia, o retraimento social é um sintoma compartilhado entre os dois. Pessoas que sofrem de esquizofrenia precisam de um forte sistema de apoio para serem saudáveis, assim como é o caso do resto da população humana. A oportunidade de se tornarem cidadãos trabalhadores é outra forma de evitar a depressão em pacientes com esquizofrenia, ajudando-os a criar laços sociais e a sentirem-se auto-realizados.